# Virginia Slims of Chattanooga 1971 - Doppio
Il doppio del torneo di tennis Virginia Slims of Chattanooga 1971, facente parte del Virginia Slims Circuit 1971, ha avuto come vincitrici Rosie Casals e Billie Jean King che hanno battuto in finale Françoise Dürr e Ann Jones con il punteggio di 6–4, 7–5.

## Teste di serie
1. Assente

1. Assente

## Tabellone

### Legenda
| - Q = Qualificato - WC = Wild card - LL = Lucky loser | - ALT = Alternate - SE = Special Exempt - PR = Protected Ranking | - w/o = Walkover - r = Ritirato - d = Squalificato |

|  | Primo turno                    | Primo turno                    | Primo turno                    | Primo turno | Primo turno |  |  | Semifinali                     | Semifinali                     | Semifinali                     | Semifinali                     | Semifinali               |   |   | Finale                        | Finale                        | Finale                        | Finale | Finale |  |
|  |                                |                                |                                |             |             |  |  |                                |                                |                                |                                |                          |   |   |                               |                               |                               |        |        |  |
|  | Rosie Casals Billie Jean King  | Rosie Casals Billie Jean King  | Rosie Casals Billie Jean King  | 6           | 6           |  |  |                                |                                |                                |                                |                          |   |   |                               |                               |                               |        |        |  |
|  | Tory Fretz Stephanie Johnson   | Tory Fretz Stephanie Johnson   | Tory Fretz Stephanie Johnson   | 2           | 3           |  |  | Rosie Casals Billie Jean King  | Rosie Casals Billie Jean King  | Rosie Casals Billie Jean King  | 7                              | 7                        |   |   |                               |                               |                               |        |        |  |
|  | P Bartkowicz J Tegart Dalton   | P Bartkowicz J Tegart Dalton   | 6                              | 4           | 7           |  |  | J Tegart Dalton P Bartkowicz   | J Tegart Dalton P Bartkowicz   | J Tegart Dalton P Bartkowicz   | 5                              | 5                        |   |   |                               |                               |                               |        |        |  |
|  | Mary Ann Curtis Val Ziegenfuss | Mary Ann Curtis Val Ziegenfuss | 4                              | 6           | 6           |  |  |                                |                                |                                |                                |                          |   |   | Rosie Casals Billie Jean King | Rosie Casals Billie Jean King | Rosie Casals Billie Jean King | 6      | 7      |  |
|  | Karen Krantzcke Kerry Melville | Karen Krantzcke Kerry Melville | Karen Krantzcke Kerry Melville | 6           | 6           |  |  |                                |                                | Françoise Dürr Ann Jones       | Françoise Dürr Ann Jones       | Françoise Dürr Ann Jones | 4 | 5 |                               |                               |                               |        |        |  |
|  | Esme Emanuel Ceci Martinez     | Esme Emanuel Ceci Martinez     | Esme Emanuel Ceci Martinez     | 1           | 1           |  |  | Kerry Melville Karen Krantzcke | Kerry Melville Karen Krantzcke | Kerry Melville Karen Krantzcke | Kerry Melville Karen Krantzcke |                          |   |   |                               |                               |                               |        |        |  |
|  | Françoise Dürr Ann Jones       | Françoise Dürr Ann Jones       | Françoise Dürr Ann Jones       | 6           | 6           |  |  | Ann Jones Françoise Dürr       | Ann Jones Françoise Dürr       | Ann Jones Françoise Dürr       | Ann Jones Françoise Dürr       | W-O                      |   |   |                               |                               |                               |        |        |  |
|  | Denise Carter Kristy Pigeon    | Denise Carter Kristy Pigeon    | Denise Carter Kristy Pigeon    | 2           | 4           |  |  |                                |                                |                                |                                |                          |   |   |                               |                               |                               |        |        |  |